# Bothrorrhina reflexa
Bothrorrhina reflexa är en skalbaggsart som beskrevs av Hippolyte Louis Gory och Achille Rémy Percheron 1835. Bothrorrhina reflexa ingår i släktet Bothrorrhina och familjen Cetoniidae. Inga underarter finns listade.